# 15 Park Avenue
15 Park Avenue – film fabularny produkcji indyjskiej, jest to dramat rodzinny wyreżyserowany w 2006 roku przez wielokrotnie nagrodzoną bengalską reżyser Apurnę Sen, autorkę Mr. and Mrs. Iyer. W rolach głównych córka reżyser Konkona Sen Sharma, Shabana Azmi i Rahul Bose. Akcja filmu rozgrywa się w Kalkucie, w Bhutanie i częściowo w Biharze. Film stawia pytania: Co jest rzeczywistością? Czy to, co nas otacza? Czy to, w co wierzymy, czego bardzo pragniemy? Czy wkraczając w czyjeś życie, wiążąc się z kimś, bierzemy za tę osobę odpowiedzialność na zawsze? Tematem filmu jest historia dziewczyny, która cierpi na schizofrenię. W centrum filmu są relacje chorej i opiekującej się nią starszej siostry, a także innych osób, które los konfrontuje z cierpieniem obu sióstr.

## Fabuła
Anjali Mathur (Shabana Azmi), kobieta o silnej osobowości, wykłada fizykę na uczelni kalkuckiej. Rozwiedziona, związana z Sanjeevem. Jej związek przeżywa kryzys. Sanjeev wyjeżdża do USA. Anjali nie może z nim wyjechać. Czuje się odpowiedzialna za opiekę nad matką (Waheeda Rehman) i młodszą siostrą Meethi (Konkona Sen Sharma). Meethi ma 26 lat. Kiedyś była dziennikarką, narzeczoną Joydeepa (Rahul Bose). Dziś żyje w dwóch rzeczywistościach. Jako mała dziewczynka, pilnowana, strofowana przez siostrę, matkę i służące. Od czasu do czasu hospitalizowana z powodu prób samobójczych. Leczona lekami z powodu urojeń schizofrenicznych. I jako szczęśliwa żona Joydeepa, matka pięciorga dzieci, których głosy słyszy ku przerażeniu najbliższych.
Anju wyjeżdża z matką i siostrą odpocząć do Bhutanu. W górach wśród szarpanych wiatrem chorągiewek z buddyjskimi modlitwami Meethi spotyka przypadkiem Joydeepa. Od chwili, gdy odsyłając jej pierścionek zerwał zaręczyny minęło 11 lat. Joydeep jest szczęśliwy w małżeństwie z Lakszmi (Shefali Shetty). Mają dwoje dzieci. Meethi go nie rozpoznaje, ale ponieważ wzbudza on w niej zaufanie, opowiada mu historię swego życia. Joydeep dowiaduje się, że wszedłszy raz w życie Meethi, nigdy jej nie opuścił. W świecie Meethi pozostaje jej mężem i ojcem pięciorga dzieci, dla których imiona wymyślili razem 11 lat temu.

## Motywy indyjskiego kina
- Meethi wyjeżdża jako dziennikarka do małego miasteczka w Biharze. Przeprowadza tam wywiady z mieszkańcami miasta nagrywając je na kasecie. Ludziom z miejscowego gangu nie podoba się to. Niszczą jej kasetę, rozbijają aparat o ścianę. W czwórkę wielokrotnie ją gwałcą, a potem porzucają zakrwawioną i nieprzytomną. Od tego czasu Meethi zmienia się. Wielokrotnie ponawia próby samobójcze. Jej siostra sądzi, że to zdarzenie pogrąża ją głębiej w schizofrenii. Motyw gwałtu przedstawiony jest też m.in. w – Hey Ram, Dushman, Woh Lamhe, Wojownik, Dil, Sainikudu, Pinjar.
- Na ulicach Kalkuty Meethi szuka najpierw z siostrą, potem z Jojo domu pod adresem Park Avenue 15. W kalkuckim szpitalu jest leczona po próbie samobójczej. Na kalkuckiej uczelni wykłada fizykę jej siostra Anju. Kalkuta jest też tłem m.in. Yuva, Parineeta, The Namesake, Hey Ram czy Calcutta Mail.
- Anju jest starsza. Doradza, troszczy się. Meethi jej ufa, rozmawia z nią o swoich wątpliwościach przed wyjazdem do pracy w terenie, do Biharu. Gdy wraca stamtąd zgwałcona Anju czuje się winna. Troskliwie opiekuje się nią w schizofrenii, nawet kosztem osobistego życia. Meethi już jej nie ufa, boi się jej kontroli. Ma żal, że pozwala lekarzom wywozić ją na siłę do szpitala. Motyw miłości sióstr także m.in. w – Silsilay, Bewafaa, Vivah, Saathiya, Yaadein, Tehzeeb, Dil Hai Tumhaara, Czasem słońce, czasem deszcz, Cicho sza!, Bride and Prejudice, Dushman, Phir Milenge, Kuch Khatti Kuch Meethi, Podróż kobiety.
- Meethi od dziecka czuła się wyobcowana. Obserwowała bawiące się dzieci, zamiast bawić się z nimi. Nie chciała chodzić do szkoły. Po gwałcie próbowała wielokrotnie popełnić samobójstwo. Opuszczona 11 lat temu przez narzeczonego, uśmiecha się do męża, którego nie ma. Słyszy głosy dzieci, których nie ma, woła je: "Urmila, Aisha, Vikram, Naintara...". Saddam Hussajn obiecuje jej w TV, że mąż do niej wróci. Szuka w Kalkucie pod nowojorskim adresem Park Avenue 15 swojego szczęśliwego domu. Budzi śmiech ludzi: "Szukasz swojego domu? W jakim świecie żyjesz?" Motyw urojeń i choroby psychicznej można zobaczyć też m.in. w Kyon Ki, Madhoshi, Nigdy cię nie zapomnę, Har Dil Jo Pyaar Karega, Woh Lamhe, czy Dla ciebie wszystko.
- Meethi "leczona" przez "kapłana" egzorcyzmującego ją mantrami, okadzaniem i biciem rózgami, spłakana i przerażona żali się Anju. Ta nie wierzy jej sądząc, że skargi są kolejnymi urojeniami siostry. Niezrozumiana podcina sobie żyły. Nie jest to jej pierwsza próba samobójcza. Podobnie podcinają sobie żyły bohaterowie m.in. Madhoshi, Woh Lamhe, czy Anjaam.

## Obsada
- Konkona Sen Sharma – Meethi Gupta
- Shabana Azmi – Anjali Mathur (Anju), siostra Meethi
- Soumitra Chatterjee – ojciec Meethi
- Waheeda Rehman – p. Mathur, p. Gupta, matka Meethi i Anjali
- Rahul Bose – Joydeep Roy (Jojo)
- Dhritiman Chaterji – dr Kunal Barwa
- Kanwaljeet Singh – Sanjeev, przyjaciel Anjali
- Shefali Shetty – Lakshmi J. Roy. żona Joydeepa
- Yama Shroff – Charu